# Eufeme
Na mitologia grega, Eufeme (em grego Ευφημη), é deusa do correto discurso. Segundo a tradição órfica é filha de Aglaia e de Hefesto enquanto os dois eram casados. Eufeme é irmã de Eucleia, Eutenia e Filofrósine.